# Бабенберзи
Бабенберзи су немачка племићка породица пореклом из Бамберга у данашњој Горњој Франконији у Баварској. Познати су по томе што су њихове војводе и маркгрофови владали Источном марком, касније названом Аустрија, од 976. до 1274. године, пре успона владарске куће Хабзборговаца.
Историчари Бабенберге деле у две групе:
- Франачки Бабенберзи (тзв. старија кућа), од које су касније настали Хенеберзи и
- Аустријски Бабенберзи (тзв. млађа кућа Бабенберг).

Франачки Бабенберзи вуку порекло од франачке племићке куће Робертијанаца, а први припадник који се спомиње у историјским записима је Попо од Грапфелда (око 839/841). Та владарска лоза била је у сукобу са породицом Конрадини, око контроле средњег тока реке Мајне, који је довео до битке код Фрицлара, у којој су поражени Бабенберзи.
Аустријски Бабенберзи се први пут помињу 976. године. Војводе и маркгрофови из ове куће владају Источном марком (976-1246), која касније добија име Аустрија. Такође, њихове војводе владају Швабијом (1012-1038), Баварском (1139-1156) и Штајерском (1192-1246).
- Први од њих био је Леополд I Аустријски († 10. јул 994), гроф Источне марке (976-994). Године 976. успио је да прошири своје територије све до Бечке шуме;
- Хајнрих I Аустријски († 1018) у 994-1018 е маркгроф од Аустрије;
- Ернст I Швапски († 31. мај 1015), био је војвода Швабије (1012-1015);
- Адалберт Победник († 26. мај 1055), маркгроф Аустрије (1018-1055);
- Леополд II Аустријски († 12. октобра 1095), маркгроф Аустрије (1075-1095);
- Леополд III († 15. новембра 1136), маркгроф Аустрије (1095—1136);
- Отон Фрајзиншки († 22. септембра 1158), био немачки бискуп и историчар, рођак немачког цара Фридриха I Барбаросе (по женској линији) и његов дворски хроничар;
- Владислав II Изгнаник († 30. мај 1159), кнез Пољске (1138–1146) и војвода Шлезије;
- Хајнрих II Аустријски († 13. јануар 1177), маркгроф Аустрије (1141-1156) и војвода од Аустрије (1156-1177);
- Леополд IV Аустријски (†18. октобар 1141), маркгроф Аустрије (1136 – 1141) и војвода Баварске 1139.